# 游蕙禎
游 蕙禎（ゆう けいてい、拼音: Yau Wai-ching、1991年5月6日 - ）は、香港の政治家で元香港特別行政区立法会議員である。本土派政党で香港独立を掲げる青年新政青年新政のメンバーで、2016年の立法会議員選挙で九龍西選挙区から選出された。しかし、議員就任宣誓時に定型の宣誓文を読まず、宣誓の途中で中国を「支那」と聞こえるような発音で表現したり、「香港は中国ではない」(Hong Kong is not China)という横断幕を掲げるなどしたため、2016年11月5日、 日本の高等裁判所にあたる香港高等法院によって宣誓を無効され、宣誓日の10月12日付で議員資格を取り消された。

## 来歴
1991年5月6日、香港の中産階級の家庭に生まれる。 両親とも公務員であり、父は 香港政府に技官として務めていた。 嶺南大学を卒業して事務職員として働いていたが、雨傘運動に参加したことをきっかけに運動を通じて結成された新党である青年新政のメンバーとしての活動をはじめた。

## 政治活動
2015年の九龍城 区議会議員選挙に青年新政から立候補したが、落選した。
翌2016年の香港特別行政区立法会議員選挙に再び青年新政から出馬し、九龍西選挙区で2万643票を得て当選した。当時、最年少の女性議員であった。
しかし、10月12日就任宣誓時に同僚議員の梁頌恆とともにとった上記の行動を中国の全国人民代表大会常務委員会から問題視され、議員が「中華人民共和国香港特別行政区」に忠誠を尽くすと宣誓することを定めた香港特別行政区基本法104条に違反するとして裁判を起こされた。11月5日に高等法院によって2人の宣誓が無効とされて宣誓日付で議員資格を取り消された。